# Ernst Karlberg
Ernst Vilhelm Ludvig Karlberg, född 12 oktober 1901 i Hedvig Eleonora församling i Stockholm, död 20 mars 1987 i Spånga, var en svensk ishockeyspelare.
Karlberg spelade i Djurgårdens IF mellan 1921 och 1932 och i Sveriges herrlandslag i ishockey. Han vann Svenska mästerskapet i ishockey 1926 med Djurgården. Internationellt vann Ernst Karlberg en silvermedalj vid de Olympiska vinterspelen 1928, samt ett EM-guld som ingick i samma turnering.